# Holyoke (Colorado)
Holyoke es una ciudad ubicada en el condado de Phillips en el estado estadounidense de Colorado. En el Censo de 2010 tenía una población de 2313 habitantes y una densidad poblacional de 376,02 personas por km².

## Geografía
Holyoke se encuentra ubicada en las coordenadas 40°34′56″N 102°17′54″O / 40.58222, -102.29833. Según la Oficina del Censo de los Estados Unidos, Holyoke tiene una superficie total de 6.15 km², de la cual 6.13 km² corresponden a tierra firme y (0.29%) 0.02 km² es agua.

## Demografía
Según el censo de 2010, había 2313 personas residiendo en Holyoke. La densidad de población era de 376,02 hab./km². De los 2313 habitantes, Holyoke estaba compuesto por el 83.83% blancos, el 0.61% eran afroamericanos, el 0.3% eran amerindios, el 0.91% eran asiáticos, el 0.04% eran isleños del Pacífico, el 13.14% eran de otras razas y el 1.17% pertenecían a dos o más razas. Del total de la población el 29.31% eran hispanos o latinos de cualquier raza.